# Оно Масао
Оно Масао (яп. 大埜 正雄, нар. 2 березня 1923, Канаґава — пом. 11 лютого 2001) — японський футболіст, що грав на позиції півзахисника.

## Клубна кар'єра
Грав за команду Nissan Chemical.

## Виступи за збірну
Дебютував 1954 року в офіційних матчах у складі національної збірної Японії. У формі головної команди країни зіграв 3 матчі.

## Статистика
Статистика виступів у національній збірній.
| Збірна Японії | Збірна Японії | Збірна Японії |
| Роки          | Ігри          | голи          |
| ------------- | ------------- | ------------- |
| 1954          | 3             | 0             |
| Усього        | 3             | 0             |